# Omiodes nigriscripta
Omiodes nigriscripta is een vlinder uit de familie van de grasmotten (Crambidae). De wetenschappelijke naam van deze soort is voor het eerst voorgesteld door William Warren in een publicatie uit 1896.
De soort komt voor in Indonesië (Molukken, West-Papoea en Papoea-Nieuw-Guinea (Louisiaden).